# Іст-Годж (Луїзіана)
Іст-Годж (англ. East Hodge) — селище (англ. village) в США, в окрузі Джексон штату Луїзіана. Населення — 204 особи (2020).

## Географія
Іст-Годж розташований за координатами 32°16′39″ пн. ш. 92°42′49″ зх. д. / 32.27750° пн. ш. 92.71361° зх. д. (32.277599, -92.713689).  За даними Бюро перепису населення США в 2010 році селище мало площу 0,61 км², з яких 0,61 км² — суходіл та 0,00 км² — водойми.

## Демографія
Згідно з переписом 2010 року, у селищі мешкало 289 осіб у 119 домогосподарствах у складі 82 родин. Густота населення становила 476 осіб/км².  Було 146 помешкань (241/км²).
Расовий склад населення:
| - 89,6 % — чорних або афроамериканців - 7,6 % — білих - 1,0 % — осіб інших рас |

До двох чи більше рас належало 1,7 %. Частка іспаномовних становила 2,8 % від усіх жителів.
За віковим діапазоном населення розподілялося таким чином: 29,4 % — особи молодші 18 років, 54,0 % — особи у віці 18—64 років, 16,6 % — особи у віці 65 років та старші. Медіана віку мешканця становила 32,5 року. На 100 осіб жіночої статі у селищі припадало 91,4 чоловіків;  на 100 жінок у віці від 18 років та старших — 75,9 чоловіків також старших 18 років.
Середній дохід на одне домашнє господарство  становив 32 629 доларів США (медіана — 24 821), а середній дохід на одну сім'ю — 36 334 долари (медіана — 22 188). За межею бідності перебувало 37,6 % осіб, у тому числі 53,6 % дітей у віці до 18 років та 12,1 % осіб у віці 65 років та старших.
Цивільне працевлаштоване населення становило 116 осіб. Основні галузі зайнятості: освіта, охорона здоров'я та соціальна допомога — 37,9 %, роздрібна торгівля — 13,8 %, публічна адміністрація — 13,8 %.